# Linum berlandieri
Linum berlandieri är en linväxtart som beskrevs av William Jackson Hooker. Linum berlandieri ingår i släktet linsläktet, och familjen linväxter. Utöver nominatformen finns också underarten L. b. filifolium.